# バイスシティ
バイスシティ（英語: Vice City）は、コンピュータゲーム『グランド・セフト・オートシリーズ』に登場する架空の都市。フロリダ州マイアミがモデル。アメリカ合衆国東海岸に位置する人口約180万のリゾート都市であると同時に、娯楽と腐敗に満ちた街である。

## グランド・セフト・オート版
『グランド・セフト・オート』ではプレイヤーがサンアンドレアスの次に訪れる最後の都市。
- グリーク・ハイツ（Greek Heights）
- コーラル・シティ（Coral City）
- バイスショア（Vice Shore）
- バイスビーチ（Vice Beach）
- バナナ・グローブ（Banana Grove）
- フェリシティ（Felicity）
- ミラマイア（Miramire）
- リトル・ドミニカ（Little Dominica）
- リトル・ボゴタ（Little Bogota）
- リッチマン・ハイツ（Richman Heights）

## グランド・セフト・オート・バイスシティ版

### 概要
『VC』と『VCS』に登場するバイスシティは主に4つの島で構成され『東の島』、『西の島』、『スターフィッシュ島』、『プローン島』と分けられる。
バイスシティの「バイス」はその名の通り「悪徳（vice）」を意味する。バイスシティは大きく分けて西島のエリア（主島）と東島のエリア（ビーチ）からなっており、それらの島をその間にあるプローン島、スターフィッシュ島などを経由して橋が繋いでいる。リバティーシティやサンアンドレアスとは異なり鉄道輸送機関はなくGTAシリーズで最も公共交通機関が乏しいエリアである（バスは運行されている）。東西の各島には病院と警察署が2つずつあり、西島北部には消防署、西島南部に陸軍基地とエスコバル国際空港が位置する。

### 地域

#### 東島：バイスシティビーチ（Eastern Island: Vice City Beach）
バイスシティ東側の地域。美しく長い海岸を有し、また、多くのリゾートホテルやショッピングモールもあり、観光地として開発が進んでいる。モデルはマイアミビーチ。
オーシャンビーチ（Ocean Beach）
東の島最南端に位置する地区。『VC』の主人公、トミーが最初から持つ隠れ家「オーシャンビューホテル」もここにある。この地からワシントンビーチを経てバイスポイントまでの砂浜付近の一帯には高級ホテルなどが林立し、東の島の観光地のひとつ。昼間はビーチ付近を水着で往来する人や観光客で賑わい、夜もホテルやバーのネオンが綺麗な場所である。また、ストリップクラブである「ポールポジションクラブ」や衣服の調達に立ち寄る高級洋服店「ラファエル」がある。南西にあるマリーナには多数のヨットが停泊しており、コルテス大佐が船上パーティーを開いている。病院、塗装屋、武器屋、『VCS』の主人公の弟のランスの家、さらにバイスシティで確認されている唯一のガソリンスタンドもここにある。
ワシントンビーチと同様に、サメが出没することがあり、犠牲者が出ると言う事件が年々増加している。
ワシントンビーチ（Washington Beach）
オーシャンビーチとバイスポイントの間に位置し、金持ちがよく海水浴に来ている。ケン・ローゼンバーグの弁護士事務所がある。また、かつては小規模ながら遊園地も存在していたがあまりの経営難に陥り、1986年の時点では、マンションの建設現場になっている（エイブリー・キャリントンとの会合場所でもある）。
オーシャンビーチと同様に、サメが出没することがあり、犠牲者が出ると言う事件が年々増加している。
リーフリンクス（Leaf Links）
ここには島唯一のゴルフコースが存在し、テニスコートもある。入口にはセキュリティーゲートが配置されており、常時2人の警備員が警備している。武器の持ち込みは禁止されているが、入口から入らないように侵入すれば持ち込むことは可能。なお、ゴルフ場内ではタクシーミッションができない（いくら走り回っても客が現れない）。『ＶＣ』に登場するゴルフ客は拳銃を隠し持っている。
バイスポイント（Vice Point）
東の島の半分以上を占める広大な地域。ホテルや別荘、高級マンションが点在し中流-上流階級の住宅街となっている。バイスポイント地区北部にはノースポイントモール（旧名バイスポイントモール）がある。また、地区東部には「マリブクラブ」がある。病院、小規模ながらの警察署、武器屋（ノースポイントモール内）、塗装屋もある。

#### 西島：バイスシティ本島（Western Island: Vice City Mainland）
バイスシティ西側の地域。バイスシティの中心地とも言える地区であるが、スラム街が多く治安が悪いため、観光地としては開発が進んでいない。モデルはマイアミ。
ダウンタウン（Downtown）
ダウンタウンには警察署、病院、消防署などバイスシティの中枢機能が集まっており、光り輝くビルや街並などの夜景は美しい。ビル群の周りを飛行船が周回している。また、様々なカーイベントに参加できる「ハイマン記念スタジアム」や高級住居「ハイマン・コンドミニアム」もここにある。『VCS』ではスタジアムの目の前にメンデス兄弟が所有する高層ビルがそびえ立っており、最終ミッションの決戦の場になっている。リトルハイチとの間に一車線から二車線に（または二車線から一車線に）突然変わる謎の道路があり、ここでは衝突事故が多発する。
リトルハイチ（Little Haiti）
リトルハイチは、ハイチエリアの中心地であり、中米の島国ハイチの土着言語であるクレオール語が主流の地域。ハイチ人ギャングが幅を利かせる地域でもある。粗末な建物が多く、リトルハバナに比べて貧困層が多い。また、この地域には大規模な印刷工場「プリントワークス」やタクシー会社「カウフマンキャブ」が見られる。『VC』『VCS』におけるフィル・キャシディの隠れ家がある。
ゴミ処理場（Junk yard）
地理的にはリトルハイチの中にあるが、何故か一つの地域のように区分されている（敷地内に入ると名前が表示される）。常に一台のゴミ収集車が止められている。基本的に訪れることはないがあるミッションでランスがディアスの手下によってここにさらわれ、トミーが助けに行くことになる。
リトルハバナ（Little Havana）
リトルハバナはバイスシティ西島の南西部に位置する、スラム街を多く擁する地域である。この地域ではスペイン語が主流で、コロンビア人、ハイチ人、キューバ難民などが住んでいる。アルベルト・ロビーナの経営するロビーナ・カフェもここにある。この地域を支配するのはキューバ人ギャングであるが、ハイチ人ギャングの拠点であるリトルハイチと隣接するため、両者の衝突がたびたび起こる地域でもある。地域東側には警察署や病院、その付近にはチェリーポッパーアイスクリーム工場がある。なお『VC』でトミー達が強盗を行う銀行もここにあり、ミッションクリア後には中に入れるようになるが、2階に上がると手配レベルが4に上がってしまう。ストーンウォールJの武器屋もここにある（『VCS』のみ）『VCS』での序盤はメキシコ系ギャングのチョロがこの地周辺を拠点としている。南側はガス会社のガスタンクが設置されているがメンデス・ブラザーズによってガスタンクが破壊されている。『VCS』でマーティ・J・ウィリアムズの家もここにある。
フォートバクスター基地 / 空軍基地（Fort Baxter Base / Air Base）
バイスシティに駐屯するアメリカ陸軍の基地（VCでは空軍基地となっており、Air Baseと表記されている）。エスコバル国際空港の北に位置する。軍関係者以外の者は基地内には立ち入り禁止であり、無理やり基地内へ不法侵入したり、ヘリコプターあるいは飛行機で基地上空を飛行していた場合、巡回中の兵士に見つかり次第激しい一斉射撃を受ける。ただし『VC』では警官の制服を着ていると（『VCS』では軍服）、基地に入っても兵士を攻撃しない限り攻撃してこない。基地というよりも州兵駐屯地区である。戦闘車両・航空機としては戦車が1両と戦闘ヘリ1機（秘密パッケージを全て集めた後。『VCS』では当基地ではなくエスコバル国際空港に存在）、ハンヴィーがある。『VCS』のスタート地点。『VCS』では戦車や戦闘ヘリコプターが確認できる。
バイスポート（Viceport）
バイスシティ唯一の港。大きな貨物船が頻繁に出入りし、また、労働者も多く活気に満ちている。しかし、時には麻薬取引や密輸が行われることもある。フィル・キャシディの射撃場と彼の家もここにある。『VCS』の隠れ家の一つがある。
エスコバル国際空港（Escobar International Airport）
バイスシティで唯一の空港。北と南に二つのターミナルを備えている。北側のターミナルは中には入れない。南側のターミナルに滑走路が3本、北側のターミナルには途中から曲がった滑走路が1本ある。また、空港専用の消防署と波止場が西側に設置されている。
滑走路にはヘリや小型飛行機が駐機されている。旅客機も何機か駐機されており、定時に離着陸する機体があるが、着陸後そのまますぐに離陸してしまい、止まることはないが、乗ることはできる。リーフリンクス同様、空港の入口にはセキュリティーゲートが配置されており、武器は持ち込むことが出来ない。しかし内部にいる警察官や警備員から武器を取ることは可能である。モデルはマイアミ国際空港。名前の由来はパブロ・エスコバル。

#### スターフィッシュ島（Starfish Island）
バイスシティの西島と東島の間にあり、バイスシティのちょうど中央に位置する。スターフィッシュ島は富豪や権力者達の居住エリアになっている。特に島の南半分の大半の面積を占めるディアス邸（後にベルセッティ邸）は豪華。『VC』『VCS』ともに序盤はそれぞれ最初の島からこの島までは来られる。

#### プローン島（Prawn Island）
バイスシティ北部、西島と東島の中央に位置する島。名称の「プローン（Prawn）」 は「エビ」の意。島北部には3つの大邸宅があるが、ストリートギャングであるストリートワナビーズに占拠されている。また、島南部にはレニー・ヴァッスルマイヤーやスティーブ・スコットが映画を製作していたインターグローバル・フィルムズ（撮影スタジオ）が存在する。
『VCS』では北部の邸宅にメンデスファミリーのボスである、メンデス兄弟（アルマルド・メンデスとディエゴ・メンデス）がアジトを構えていた。

### 公共機関
アメリカ陸軍（US Army）
アメリカ軍。『VCS』に登場。バイスシティ西のフォートバクスター基地に駐屯。基地内は多数の兵が周回しており、警備体制が厳しい。
バイスシティポリス（Vice City Police Department）
バイス市警。ワシントンビーチ、バイスポイント、リトルハバナ、ダウンタウンに警察署が存在する。『VC』ではワシントンビーチの警察署に入れるようになっているが、警官の制服以外で入った場合、警官に見つかると手配レベルが2になる。また、特定のミッションをクリアするとワシントンビーチの警察署のロッカールームに警官の服が出現する。ワシントンビーチとダウンタウンの警察署の屋上には、ヘリが存在し、また、ダウンタウンには、特殊部隊の車両も存在する。
オーシャンビュー病院（Ocean View Hospital）
オーシャンビーチ地区にある病院。ワシントンモールの向かいにある。屋上にはヘリが駐機されている。
シェイディー・パーム病院（Shady Palms Hospital）
バイスポイント北部にある病院。
ウエスト・ヘイブン地域医療センター（West Haven Community Healthcare Ctr）
リトルハバナにある病院。大通りに面している。
バイスシティ・ニュース（Vice City News）
通称「VCN」。ダウンタウンに本社を置くテレビ局。ラジオ放送も行っている様。屋上には報道ヘリが駐機されている。『VCS』ではヘリがない。

### 商店・民間企業･施設
アミュネーション（Ammu-nation）
バイスシティの至る所にあるGTAシリーズおなじみの銃砲店。武器を購入できる。どの店舗の店主も武装しており、店主に銃を向けるなどすると銃撃を受ける。なお、店舗によって販売している武器や店主の武器が異なる。
バンチ・オブ・ツールズ（Bunch Of Tools）
バイスポイントにある工具店。工具を購入できる。強盗可能。
ツールド・アップ（Tooled Up）
ノースポイントモール内にある工具店。
スクリュー・ディス（Screw This）
リトルハバナにある工具店。
ストーンウォールJ（Stonewall J's）
『VCS』にのみ登場するリトルハバナの武器屋。購入できる武器は全体的に安価である。
ディスペンサリー（Dispensary）
バイスポイント、ダウンタウンにある薬局。強盗可能。店内ではヘルスとアドレナリンが購入可能。
ライトン・エイド（Ryton Aide）
リトルハイチにある薬局。強盗可能。また、薬局の中では最も店内が広い。
ウェル・スタックド・ピザ（Well-Stacked Pizza）
バイスシティのあらゆる場所にあるファーストフード店。『SA』でも登場している。ヘルスが100以下の状態でカウンターに立つと少量の金と引き換えにライフを回復できる。
バーガーショット（Burger Shot）
ノースポイントモール内にある飲食店。『SA』『IV』にも同名の店が登場するが、ロゴや看板が異なっている。
ラファエル（Rafael's）
オーシャンビーチにある高級洋服店。最初のミッションをクリアすると「スーツ」が購入可能になる。
ジョック・スポーツ（Jock Sport）
ダウンタウン、バイスポイントにある洋服店。ラファエルなどと比べると非常に安価。「ジャージ」を購入可能。
カラー&カフス（Callars & Cuffs）
オーシャンビーチにある高級洋服店。ストリップクラブを購入しミッションを完了すると「オーダースーツ」が入荷される。
リトルハバナ・ストリートウェア（Little Havana Streetwear）
リトルハバナにある洋服店。キューバ人ギャングが着ている「ハバナウェア」を扱っている。
ガッシュ（GASH）
ノースポイントモール内にある洋服ブランド。人気ブランドらしく、買い物帰りの市民はこの店の袋を持っていたり、飛行船の船体にも大きく宣伝広告があしらわれている。
マリブクラブ（Malibu Club）
バイスポイントにあるナイトクラブ。物語進行上、購入しなければならない物件の一つであり、最も高い物件。2階はVIP室になっている。購入前に店内で問題を起こすと、警備員にメリケンサックで殴られる上、バーテンダーからショットガンの銃撃を受ける。なおバーテンダーは購入前と購入後では姿が異なる。
ポールポジションクラブ（Pole Position Club）
オーシャンビーチにあるストリップクラブ。店の奥は個室になっている。どこにでもありげなクラブだが、店員は全員、打撃武器で武装している。問題を起こすと客を含めて全員が襲ってくる。
プリント・ワークス（Print Works）
リトルハイチにある印刷所。廃業寸前だったが、トミーが買い取った。その後アーネスト・ケリーの提案で偽札の印刷を始める。
チェリーポッパー・アイスクリーム・カンパニー（Cherry Popper Ice Cream Campany）
リトルハバナにあるアイスクリーム工場。購入すると、「Mr.whoopee」で「アイスクリーム」を移動販売できるようになる。因みに、この工場名は『SA』や『V』にも登場している。
カウフマンキャブ（Kaufman Cabs）
バイスシティのタクシー会社。リトルハイチに位置する。VCキャブとは敵対している。キャビー（Cabbie）というタクシーを使う。重心が高い為、横転しやすい。
バイスシティキャブ（Vice City Cabs）
通称「VCキャブ」。バイスシティで一、二を争うタクシー会社。あらゆる手段でカウフマンキャブを妨害して、勢力を伸ばしている。センチネル（Sentinel）をベースとしたタクシーを使う。
インターグローバル・フィルムズ（Inter Grobal Films）
プローン島にある映画撮影所。A,B,C,Dスタジオや西部劇と思しきセットなどがある。
サンシャイン・オート（Sunshine Autos）
リトルハバナに位置する自動車販売店。元々はBJスミスが所有していたが、トミーに売り渡される。地下には車庫や有料（特定条件を満たすと無料）の塗装屋が完備されている。車集めのリストを埋めていく毎に収益が上昇していく。『VCS』ではまだ店舗の規模が小さく、車庫も塗装屋も無い。
ボート・ヤード（Bort Yard）
バイスポートに位置。購入すると、二台のボートが常備されるようになる。
リーフリンクス・ゴルフ場（Leaf Links Golf Club）
リーフリンクス島にあるゴルフ場。島が丸ごとゴルフ場になっている。テニスコートやゴルフ練習場もある。
ノース・ポイント・モール（The North Point Mall）
バイスポイントの北にある街最大のショッピングモール。隣には立体駐車場も備えている。工具店や銃砲店、洋服店、飲食店などあらゆる店が揃っている。市民などが万引きをおこすことがあり、警察官や警備員が巡回している。『VCS』では「バイスポイント・モール」という名称になっており、ミッションで映画のアクション撮影の撮影現場にもなった。店内にはバイクやゴルフカートで入れる。入口の大きさの関係で車は出入りできないが、キャンペーンの景品としてスポーツカーのインフェルナス（Infernus）が展示されている。
ビニール・カウントダウン（Vinyl Countdown）
ノースポイントモール内のレコード店。強盗が可能。『VCS』で映画の撮影現場になった。
タール・ブラシ・カフェ（Tarbrush Cofee）
ノースポイントモール内のカフェ。何故か店内には日本刀がある。ディアスが死亡した後、新しく街の支配者となったトミーにみかじめ料を払わなかったために、トミーによって爆破される。
ワシントンモール（The Washington Mall）
オーシャンビーチにあるショッピングモール。ノースポイントモールと違って、出入り可能な店はない。
コーナーストア（Corner Store）
バイスポイントにあるスーパーマーケット。強盗可能。
ジュエリーズ（Jeweler's）
ダウンタウンやバイスポイントにある宝石店。強盗可能。
カフェ・ロビーナ（Cafe Robina）
リトルハバナにあるカフェ。ハバナの本物のライスと豆料理が食べられることで有名。ウンベルト・ロビーナとその父親アルベルトが経営している。キューバ人ギャングの拠点。強盗可能。
DBP警備（DBP Security）
オーシャンビーチにある警備会社。「フロント・ページ・カフェ」という喫茶店からみかじめ料を徴収していた。
スパンド・エクスプレス（Spand Express）
バイスポイントにある運送会社。経営者側の一方的な雇用打ち切りで労働者が暴動を起こした。後に倒産した模様。
V.A.J.ファイナンスビル（V.A.J. Finance Bill）
ダウンタウンにある金融機関。『VC』では屋内のエレベーターに乗って、上階のオフィスに入ってスタントが可能。
グリーシー・チョッパー（The Greasy Chopper）
ダウンタウンにあるバー。「バイカーギャング」のたまり場になっている。ミッション時以外は出入り不可。また、固定でバイクのAngelが置かれている。
ケン・ローゼンバーグ弁護士事務所（K. Rosenberg & Co）
ワシントンビーチにある弁護士事務所。ケン・ローゼンバーグが営んでいる。『VC』におけるゲームのスタート地点。
ロックシティ（Rock city）
ダウンタウンにあるラブフィスト専属の収録スタジオ。ミッションで出入りすることとなる。
ロメロ葬儀社（Funeraria ROMERO）
リトルハイチにある葬儀社。ウェルスタックドピザ、リトルハイチ支店の隣に位置。ここでエイブリーの依頼を受けたトミーにハイチ人ギャングのボスが殺されている。ショーウィンドーには棺桶や墓標、何故か臓器が陳列されている。中庭には墓地があり、完全に埋葬されていない遺体がある。また、その遺体には右腕が無い（前述したショーウィンドーに陳列されている）。
ビッグ・パッケージ倉庫ビル（The Big Package Storage Building）
リトルハバナにある倉庫。フィル・キャシディが倉庫全体を吹き飛ばせるほど大量の密造酒ブームシャインを保管している。フィルが敵対するチョロの罠によって火事になり、危うく倉庫ごと爆破されそうになる。
ホワイト・スタリオンズ・バー（White Stallionz Bar）
『VCS』のリトルハイチにある酒場。ホモ・セクシュアルのバイカーギャング、「スタリオンズ」の拠点。ヴァンス兄弟がブライアン・フォーブズに騙されて訪れることになる。
スプランクル（Sprunkle）
スプライトをモデルとする清涼飲料水。今作ではホットリングレーサー（Hotring racer）という車にロゴマークが書かれているのみで、自動販売機などは登場しない。
フユンカヤ ピリオダユシタ フピ（Funky Product）
ブラッドリングバンガー（Bloodring Banger）という車に書かれているスポンサー企業。どのような企業かは不明だが、社名はカタカナで綴られている。末尾の「フピ」だけフォントサイズが大きく、社名の頭文字を並べた社章を思わせる。
ハイマン記念スタジアム  （Hyman Memorial Stadium）
｢西の島｣最北端にある大型のスタジアム。フィル･コリンズのコンサート、プロレス興行などが開催されている。VCSでは何度かミッションで訪れることになる。VCでは、夜間レースイベントに参加できる。

### ホテル
オーシャンビューホテル（Ocean View Hotel）
『VC』の最初のセーブポイントとなるホテル。一階にはレストランがあり、二階からは客室になっている。オーシャンビーチのホテル街に位置。トミーの部屋にはミッションをクリアしたり、隠しアイテムを集めるたびに小物や武器が追加されていく。
WKチャリオットホテル（WK Chariotto Hotel）
バイスポイントにあるホテル。特定のミッションで上階に行けるようになり、写真撮影を行う。
スタンディング・バイスポイント・ホテル（Standing Vicepoint Hotel）
オーシャンビーチとバイスポイントの境界にあるホテル。裏手には大きなプールがある。
モイスト・パーム・ホテル（Most Palm Hotel）
ダウンタウンにあるホテル。裏手には大規模な駐車場がある。『VCS』の時点ではまだ建設中で、バイカーギャングの縄張りになっている。

### 犯罪組織
ベルセッティファミリー（Vercetti Gang）
1986年に新設されたファミリーで、ボスはトミー・ベルセッティ。本拠地はスターフィッシュ島にある豪邸、メンバーは黒か白のスーツで、サングラスを着用、武器はピストルだが、最終ミッションをクリアするとウージーに変わる。また、日本版と海外版とでは服装が違っている。元々はリカルドファミリーだったがトミーとランスがディアスを殺害したため、メンバーは吸収された。
ヴァンスファミリー（Vance Crime Family）
ランス・ヴァンスとその兄ヴィクターだけのファミリーで、ボスはヴィクター・ヴァンス。1984年に設立され、2年間はバイスシティで物件の経営や麻薬取引を行っていた。しかし、1986年にフォレッリファミリーとの麻薬取引の際にディアスの一味にヴィクターを殺害されてしまう。ディアス殺害後に残ったランスはベルセッティファミリーに吸収されるが、彼もまたトミーを裏切って殺害されたため壊滅した。メンバーはスーツを着用し、アサルトライフルやサブマシンガンなど強力な武器を持つ。
リカルドファミリー（Diaz's gang）
スターフィッシュ島のディアス邸を本拠にバイスシティのギャングの中で最大勢力を誇っていたファミリーで、ボスはリカルド・ディアス。1986年にヴァンスファミリーの麻薬取引を襲撃して麻薬を強奪、更にヴィクター・ヴァンスを殺害したため弟のランスとトミーに恨みを持たれ、屋敷を襲撃した2人にディアスと十数名のメンバーを殺されてしまい、残ったメンバーはそのまま吸収されてベルセッティファミリーとなった。服装は赤紫のアロハシャツかTシャツ、武器はピストルのみだが、一部ミッションではサブマシンガン類を装備している。
メンデスファミリー（Mendez Cartel）
プローン島に本拠地を持ち、1984年の時点ではバイスシティの裏社会を占めており、リカルド・ディアスも危険視するほどのファミリーで、ボスはアルマンド・メンデス。1984年に『VCS』の主人公、ヴィクター・ヴァンスにアルマンド・メンデス、ディエゴ・メンデス共に殺害されたため、壊滅となった。1984年当時メンデスファミリーの本拠地だった邸宅は1986年では廃墟と化し、『ストリートワナビーズ』に占領されている。
ストリートワナビーズ / シャークス（Streetwannabe's / Sharks）
プローン島の邸宅に本拠地を持つストリートギャング。『VC』の2年前が舞台の『VCS』（1984年時点）においては『シャークス』と名乗っており、メンデス兄弟の壊滅後は主のいなくなった彼らの豪邸とファミリーを乗っ取り、『ストリートワナビーズ』として新設された。服装は赤のTシャツに革ジャケット、武器はピストルを所持している。非常に好戦的である。
キューバ人ギャング（Cubans）
リトルハバナを拠点とするキューバ系ギャングで、ボスはウンベルト・ロビーナ。服装はタンクトップにジーンズ、もしくは帽子にジャケットである。チョロやハイチ人ギャングと抗争を繰り広げている。ヘルメス（Hermes）に炎のペイントを施した「Cuban Hermes」（キューバン・ヘルメス）と高速ボート「Cuban jetmax」（キューバン・ジェットマックス）を使用する。
トレーラーパーク・マフィア（Trailer Park Mafia）
『VCS』に登場する白人貧困層で構成されたギャングで、ボスはマーティー・ジェイ・ウィリアムズ。トレーラーパークを主な拠点としていた。1984年、ヴィクター・ヴァンスによってマーティーが殺害され、事業も奪われた。1986年には拠点は取り壊され、跡地は広大な空き地となっており組織の解散が示唆されている。
チョロ（Cholos）
『VCS』に登場するメキシコ系ギャング。キューバ人ギャングを始めとした多数の組織と対立しており、近隣住民にとっては脅威となっている。バイスシティに出回る武器を全て手に入れようとしていたが、ヴィック等に壊滅に追い込まれる。武器は主にピストル、バットを所持している。
ハイチ人ギャング（Haitians）
『VC』に登場するリトルハイチをテリトリーとする黒人系ギャング。前ボスは男性だったがエイブリーの命でトミーが暗殺したため、急遽アウンティ・プレが統率することになった。主な装備はピストルと素手だけだが、特定のミッション時には短銃身ショットガンやTec-9、スナイパーライフルを装備しており、ローライダーの「Voodoo」を使用する。
バイカーギャング（Vice City Bikers）
ダウンタウンにあるバーを根城にするギャングで、ボスはミッチ・ベイカー。構成員は皆肥満体で、サングラスをかけており、「Angel」という名のバイクを専用車にしている。
トライアド（Vice City Triads）
GTAシリーズ全般に渡って登場する中国系マフィア。1986年の『VC』において、バイスシティに偽札板を運び込むが、トミーによる襲撃を受けた。なお、登場するのは、このミッションの時のみとなっている。
フォレッリファミリー（Forelli Crime Family）
『Ⅲ』、『SA』、『LCS』にも登場し、主にリバティーシティに勢力を置くイタリア系マフィア。トミーもかつて所属しており、1986年の『VC』において、大きくストーリーに関わってくる。バイスシティにも進出しようとしたが、最終的に、トミーによって当時のボスであるソニー・フォレッリを殺害された。
その他、『VCS』に登場する小規模なバイカーギャングホワイト・スタリオンズ（White Stallionz）や、『VC』に登場する欧州のギャング、フロリダを拠点とする偽札のシンジケートなど、小規模なグループや縄張りを持たない犯罪組織が登場する。

### 街並みの違い
バイスシティは『VC』と『VCS』で作品間に2年もあったためか、街並みがかなり変わっている。
- 『VCS』でのディアス邸は一部未完成で、工事中である。
- 『VCS』では『VC』でのプローン島のギャングの住処がメンデス兄弟のものである。
- 『VCS』でバイスポイントにあったヴィックのホテルは『VC』では一階立ての集合住宅となっている。
- 『VC』ではゴルフ場周辺の海に死体があったが、『VCS』では無い。
- 『VC』では『VCS』で存在した遊園地がマンションの工事現場となっている。
- 『VCS』ではチェリーポッパーアイスクリーム工場、カウフマンキャブがない（建物はあるが看板がない）。
- 『VCS』から『VC』にかけてサンシャインオートがリフォームされた。
- 『VCS』ではサンシャインオート前道路と空港前の道路を繋ぐように通っていた道路が『VC』では撤去されたかのように無くなっている。また、『VCS』では軍基地前道路の東の先に掛かっていた木製の橋が同じく『VC』では無くなっている。そのため『VC』では陸路で空港および軍基地周辺に行くには特定の道を通るしかなく、かなり大回りする必要がある。
- 『VC』では軍基地に監守塔が設置されている。
- 『VCS』ではワシントンビーチにケン・ローゼンバーグの事務所が無い。
- 『VC』では『VCS』でスターフィッシュ島から東の島へ渡る橋の北東にあった公園が建設中のビルになっている。
- 『VC』ではワシントンビーチとリトルハバナの警察署には屋上への階段が無く、ヘリなども配置されていない。

など。